# Louis-Adolphe Bertillon
Louis-Adolphe Bertillon ( Paris, 1 de abril de 1821 – 28 de fevereiro de 1883 ) foi um médico, estatístico e antropologo francês.
Exerceu a carreira de médico antes de dedicar-se  ao uso da demografia para efetuar seus estudos de antropologia. Estudou as causas da taxa de mortalidade, sendo o primeiro a utilizar o termo, e foi um defensor do uso da vacina. Participou da fundação da Sociedade de Antropologia de Paris. 
É o autor de  "Démographie figurée de la France" (1874).
Foi o pai de Alphonse Bertillon e de  Jacques Bertillon.